# Minami, Yokohama

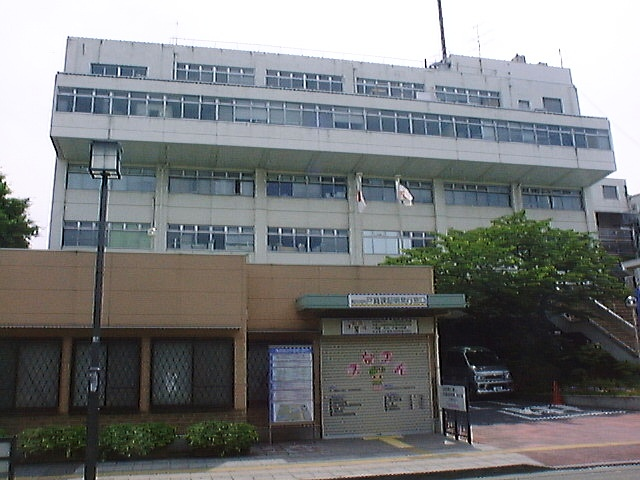
Văn phòng quận Minami

Minami-ku (南区)  là một khu thuộc thành phố Yokohama, tỉnh Kanagawa, Nhật Bản.